# Додукало, Анна Михайловна
Додукало Анна Михайловна; 19 февраля 1914, Весёлые Терны, Екатеринославская губерния — 16 апреля 1989, Кривой Рог, Днепропетровская область) — советская колхозница, звеньевая овощеводческого звена совхоза имени Шевченко Криворожского района Днепропетровской области Украинской ССР. Герой Социалистического Труда (1966).

## Биография
Родилась 19 февраля 1914 года в селе Весёлые Терны (ныне в черте города Кривой Рог). Украинка.
Получила среднее образование, работала в сельском хозяйстве, ударник первых пятилеток.
С началом Великой Отечественной войны проживала на оккупированной территории.
В 1944 году, после освобождения Кривого Рога от немецких захватчиков, устроилась разнорабочей в отдел рабочего снабжения рудоуправления имени Ленина. Работала на подсобных хозяйствах других горнорудных предприятий Кривбасса.
В 1960 году перешла в совхоз имени Шевченко Криворожского района, где начала работать звеньевой овощеводческой бригады. Организатор тепличного и парникового хозяйства в совхозе, собираемые урожаи овощей довела до 26—29 тонн с гектара.
Указом Президиума Верховного Совета СССР от 30 апреля 1966 года за успехи, достигнутые в увеличении производства и заготовок картофеля, овощей, плодов и винограда, Додукало Анне Михайловне присвоено звание Героя Социалистического Труда с вручением ордена Ленина и золотой медали «Серп и Молот».
Участница совещаний сельскохозяйственных работников в Москве. Создала свою школу передового опыта.
Работала в совхозе имени Шевченко до выхода на пенсию. Персональный пенсионер союзного значения с 1969 года.
Умерла 16 апреля 1989 года в Кривом Роге.

## Награды
- Медаль «Серп и Молот» (30 апреля 1966);
- Орден Ленина (30 апреля 1966);
- бронзовая медаль ВДНХ СССР;
- медали.